# Donato Lamorte
Donato Lamorte (Rionero in Vulture, 1º marzo 1931 – Roma, 21 agosto 2014) è stato un politico italiano.

## Biografia
A lungo tempo un uomo di fiducia di Giorgio Almirante nel Movimento Sociale Italiano, venne eletto deputato con Alleanza Nazionale nel 2001, nel 2006 con il ruolo di vice capogruppo alla Camera di Alleanza Nazionale (AN) e nel 2008 con Il Popolo della Libertà (Pdl). Nel 2010 ha lasciato il PdL passando a Futuro e Libertà. Era tesoriere del patrimonio immobiliare di AN.
Malato da tempo, è scomparso nel 2014 all'età di 83 anni.